# Pusad
Pusad es una ciudad y  municipio situada en el distrito de Yavatmal en el estado de Maharashtra (India). Su población es de 73046 habitantes (2011). Se encuentra a  89 km de Yavatmal.

## Demografía
Según el censo de 2011 la población de Pusad era de 73046 habitantes, de los cuales 37366 eran hombres y 35680 eran mujeres. Pusad tiene una tasa media de alfabetización del 91,33%, superior a la media estatal del 82,34%: la alfabetización masculina es del 95,49%, y la alfabetización femenina del 87,04%.